# Organizzazione Alawide per la Promozione dei Ciechi in Marocco
L'Organizzazione Alawide per la Promozione dei Ciechi in Marocco (in francese Organisation Alaouite pour la Promotion des Aveugles au Maroc) è un'associazione marocchina attiva nell'assistenza agli individui affetti da disabilità visive.

## Storia
Venne istituita il 3 marzo 1968 con il Decreto Reale N°68338, secondo la volontà di Hasan II che voleva raccogliere giuridicamente le associazioni operanti nel sostegno ai ciechi e ad altre persone minorate alla vista. L'incarico di presidente venne conferito alla principessa Lamia, che contribuì alla creazione dell'organizzazione.

## Organizzazione
Il suo organo di gestione è detto Ufficio Nazionale e si dirama nel Paese attraverso le sezioni di diverse città.

## Attività
Lo scopo dell'organizzazione è integrare i non vedenti nella società, attraverso l'istruzione, l'educazione professionale e l'adattamento delle circostanze alle loro disabilità. È inoltre membro di:
- World Blind Union (WBU);
- Union Francophone des Aveugles (UFA);
- African Union of the Blind (AFUB).

### Preformazione
Il Centro di Preformazione dei Ciechi e Ipovedenti (in francese CPAM) è il risultato di un accordo con l'ex Segreteria di Stato della formazione professionale, allo scopo di riqualificare i soggetti interessati per farli accedere in seguito a un percorso d'istruzione professionale.
Gli studenti possono iscriversi in uscita da un qualsiasi istituto secondario, indipendentemente dalla gravità della loro disabilità visiva. Il Centro si compone di tre settori:
- Fisioterapia: per accedere ai percorsi di studi infermieristici e tecnico-sanitari e conseguire, al termine di tre anni di studi, la licenza in fisioterapia, secondo un accordo dell'OAPAM con il Ministero della salute;
- Braille;
- Informatica.

#### Organizzazione
Il Centro si compone di quattro blocchi:
- Blocco amministrativo: comprende tre uffici e una sala riunioni;
- Blocco pedagogico: comprende un'aula per le lezioni di anatomia, una per le attività pratiche e una biblioteca;
- Collegio: costituito dai dormitori e dai servizi agli studenti;
- Alloggi: per il personale e il custode.

### Formazione
L'organizzazione è attiva con altri 14 istituti, i cui programmi formativi sono progettati per migliorare le capacità di apprendimento dei non vedenti, facendo uso del braille e delle tecnologie digitali. Dal 2002 l'OAPAM ha in funzione una tipografia braille che stampa i libri di testo e i documenti didattici per gli istituti. Il Ministero dell'educazione nazionale ne approva le attività e sono i seguenti:
- Institut Mohammed VI di Temara;
  - Comprende il Centro di documentazione e d'informazione, che contribuisce alla formazione degli studenti attraverso attività uditive e di scrittura.[7] Ospita una sala d'ascolto, una di documentazione scritta, una di registrazione e la sala d'informatica.[7]
- Institut O.A.P.A.M di Casablanca;
- Institut O.A.P.A.M di Fès;
- Institut Abi Elabbass Essabti di Marrakech;
- Institut O.A.P.A.M di Tangeri;
- Institut O.A.P.A.M di Meknès;
- Institut O.A.P.A.M di Safi,
- Institut O.A.P.A.M di Oujda;
- Institut O.A.P.A.M di Nador;
- Institut Taha Hossein di Tétouan;
- Institut Moulay El Hassan di Taroudant;
- Institut O.A.P.A.M di Taza;
- Institut O.A.P.A.M di Béni Mellal;
- Centre socio-éducatif des aveugles et mal voyants di Aït Melloul.

Inoltre, l'istituto musicale del Ministero della cultura a Tétouan tiene lezioni di musica in braille.

### Sport
Al fine integrare gli atleti con deficit visivi, l'OAPAM è attiva attraverso diverse discipline sportive:
- Calcio a 5 per ciechi: introdotto nel Campionato nazionale dei giochi scolastici;
- Goalball: lo sport più diffuso negli istituti, reso accessibile a diverse età;
- Atletica leggera: l'OAPAM si occupa di organizzare ogni anno la fase finale di atletica leggera integrata del Campionato nazionale dei giochi scolastici;
- Nuoto: introdotto negli istituti dell'OAPAM.

### Informatizzazione
Per far accedere senza limitazioni i non vedenti ai servizi multimediali, la maggior parte degli istituti dell'OAPAM dispone di un'aula con ingranditori, scanner, schermi tattili, stampanti braille e mezzi informatici di sintesi sonora.